# Hostivice (nádraží)
Hostivice je železniční stanice na železničních tratích Praha–Rakovník, Hostivice–Podlešín, Praha-Smíchov – Hostivice a Rudná u Prahy – Hostivice), stanice která leží ve stejnojmenném městě.

## Historie
Nádraží vzniklo roku 1862 na trase původní Lánské koněspřežky (budova čp. 90). Po vybudování odbočky tehdy již Buštěhradské dráhy do Prahy-Smíchov (v provozu od 3. března 1872) získalo nádraží novou podobu (budova čp. 93 a další stavby). Na přelomu let 2010/2011 prošla staniční budova hostivického nádraží několikaměsíční rekonstrukcí.

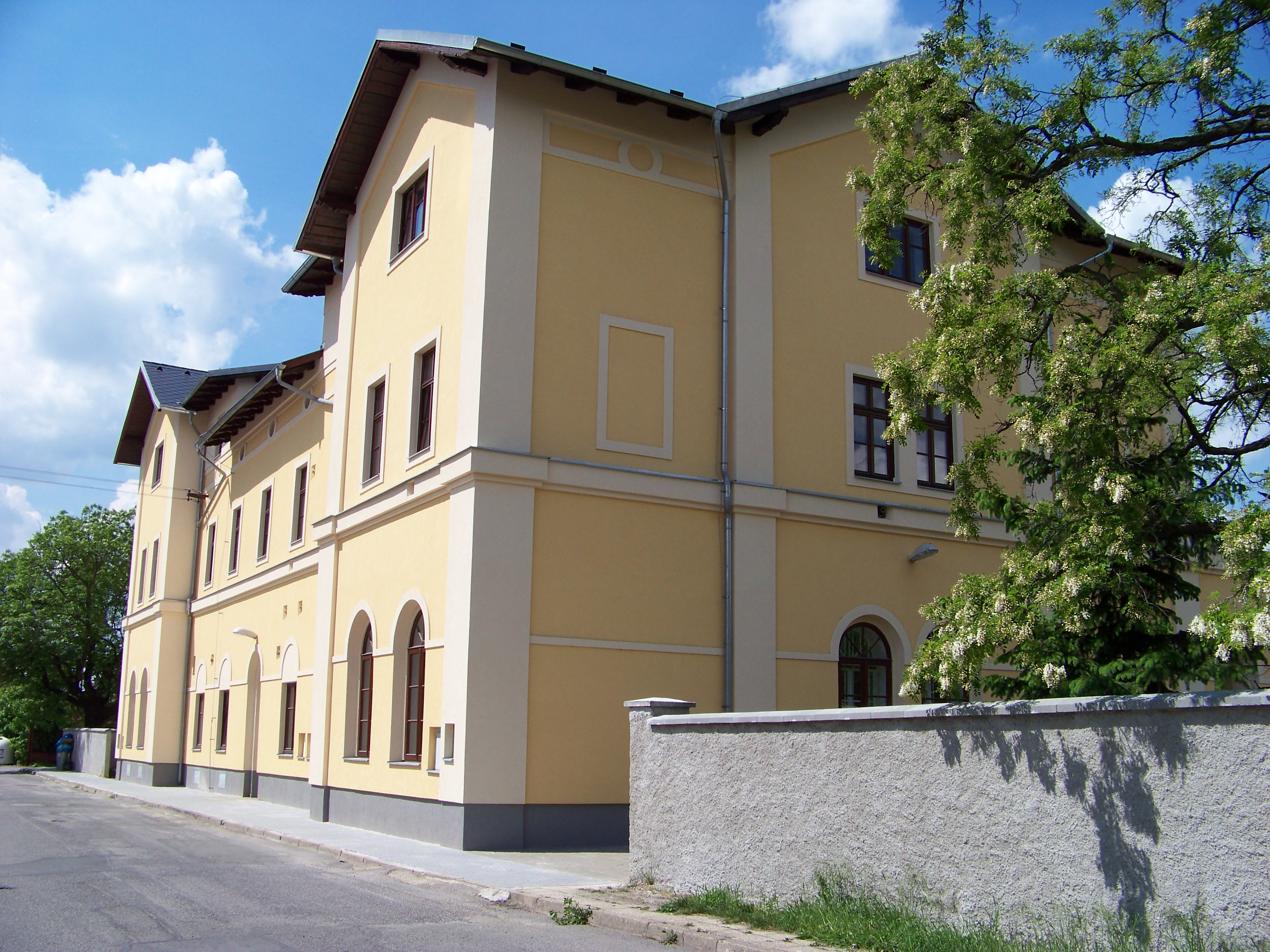
nádražní budova z ulice Železničářů

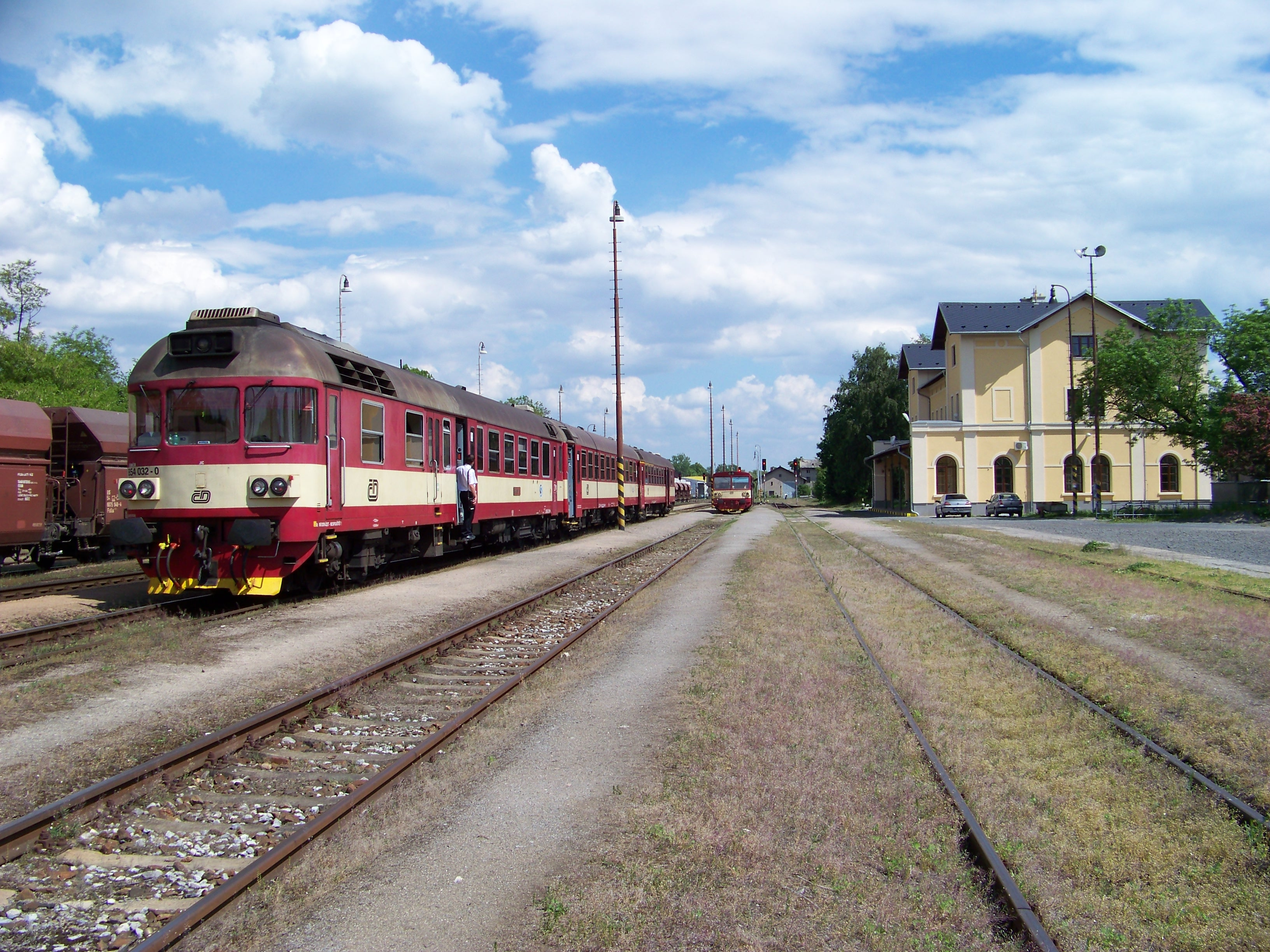
vlaky nezávislé trakce ve stanici